# 24: The Game
| Recensioner     | Recensioner   |
| Samlingsbetyg   | Samlingsbetyg |
| Tjänst          | Betyg         |
| --------------- | ------------- |
| Gamerankings    | 64%           |
| Metacritic      | 62 av 100     |
| Recensionsbetyg |               |
| Publikation     | Betyg         |
| Edge            | [ 3 ]         |
| Eurogamer       | [ 4 ]         |
| Gamespot        | [ 5 ]         |
| Gamespy         | [ 6 ]         |
| IGN             | [ 7 ]         |

24: The Game är ett datorspel till Playstation 2, baserat på Fox TV-program 24. Spelet har publicerats av 2K Games.